# Ifigenia in Tauride (Gluck)
Iphigénie en Tauride ("Ifigenia in Tauride") è una tragédie lyrique in quattro atti di Christoph Willibald Gluck su libretto di Nicolas-François Guillard. Rappresentata con successo per la prima volta all'Opéra di Parigi il 18 maggio 1779, costituisce la sesta e penultima delle opere che il compositore tedesco scrisse ex novo o rielaborò profondamente per i palcoscenici francesi.

## Genesi
Nel pieno della polemica tra lui e Niccolò Piccinni, montata a Parigi nel corso della seconda metà degli anni Settanta, e dopo aver assistito al successo dell'opera d'esordio del suo avversario italiano, il Roland, nel febbraio del 1778 Gluck decise di rientrare a Vienna, in 'terreno amico', ma recando con sé due nuovi libretti da musicare: Echo et Narcisse e Iphigénie en Tauride.
Quattro anni prima aveva portato sulle scene operistiche parigine l'Iphigénie en Aulide, su libretto dell'amico Le Bailly du Roullet, il quale probabilmente ebbe una parte anche nell'ideazione della seconda Iphigénie; il nuovo libretto fu però opera di Nicolas-François Guillard, un giovane poeta che nell'occasione indossò per la prima volta quelle vesti di librettista tragico dalle quali avrebbe tratto fama e successo nei due decenni successivi. Il soggiorno di Gluck a Vienna non fu comunque di lunga durata: i contatti epistolari con Guillard e le cure di Du Roullet non dovettero sembrargli sufficienti e nel mese di novembre egli si rimise in viaggio. «Appena giunto nella capitale della Francia, della cultura e della chiacchiera europea, [...] seppe che l'infido nuovo direttore dell'Opéra, De Vismes, aveva commissionato un'altra Iphigénie en Tauride a Piccinni: si infuriò, com'era sua abitudine, ma, se qualche anno prima aveva rinunciato a un Roland perché i suoi nemici avevano ottenuto un altro Roland per Piccinni, stavolta s'impuntò e riuscì a che la prima del rivale venisse differita.»

### Il libretto
La fonte ultima del libretto era la tragedia di Euripide Ifigenia in Tauride: grazie alla sua semplicità e alle tematiche eroiche trattate, questo lavoro ebbe un fascino particolare per gli esponenti del neoclassicismo settecentesco e costituì, nella seconda metà del secolo, l'ispirazione per diverse nuove versioni drammatiche del mito, la più famosa delle quali resta l'Iphigenie auf Tauris di Goethe (1787). Tuttavia, per quanto concerne le origini del lavoro di Gluck, la più importante di queste versioni settecentesche del mito fu il dramma in prosa, Iphigénie en Tauride, di Claude Guimond de La Touche, andato in scena a Parigi il 4 giugno 1757, che fu esplicitamente assunto da Guillard come base per il suo libretto. Il lavoro di de La Touche ebbe un successo tale che esso fu riproposto a Vienna nel 1761, contribuendo così probabilmente ad ispirare un'opera del compositore Tommaso Traetta, su libretto di Marco Coltellini, Ifigenia in Tauride, che fu presentata a Vienna per la prima volta nel 1763 (e che si rifaceva peraltro, più direttamente, al modello euripideo originale). Le idee che Coltellini e Traetta nutrivano sulla riforma del melodramma erano analoghe a quelle di Gluck e Gluck stesso diresse la loro opera nel 1767. Non è improbabile che il compositore tedesco possa aver desiderato di comporre anch'egli, negli anni sessanta, un'opera riformata sullo stesso tema, ma il recente precedente di Traetta glielo rendeva, per il momento, impossibile. In luogo di tale eventuale progetto, Gluck compose invece, nel 1765, un balletto Sémiramis, di tematiche abbastanza simili, la cui musica fu poi in parte riutilizzata nell'Iphigénie en Tauride francese.
Fu solo dopo essersi trasferito a Parigi ed avervi esordito con un'altra opera sul mito di Ifigenia, l'Iphigénie en Aulide (1774), che Gluck ebbe finalmente l'occasione di mettere in musica l'episodio della Tauride. Il lavoro di de La Touche che egli e Du Roullet scelsero come base per il nuovo libretto, era stato lodato per la semplicità delle sue linee drammatiche, ma Gluck e i suoi librettisti le resero ancor più scarne ed efficaci. Le principali innovazioni furono quelle di iniziare l'opera con una tempesta (cosa piuttosto difficile a realizzarsi in un dramma in prosa) e di rinviare al finale l'agnizione tra fratello e sorella.

## La vicenda storica dell'opera
Iphigénie en Tauride andò dunque in scena a Parigi, nella seconda sala del Palais-Royal, il 18 maggio 1779, avendo come protagonisti il soprano Rosalie Levasseur, il primo Amour dell'Orphée et Euridice, che Gluck aveva voluto innalzare al rango di prima donna, la haute-contre Joseph Legros, che, in possesso fin dall'esordio di riconosciute doti vocali, aveva acquisito, grazie ai 'miracolosi' insegnamenti del maestro tedesco, anche eccellenti capacità interpretative, e la basse-taille (basso-cantante) Henri Larrivée, che addirittura "venerava Gluck", e che si specializzò poi, in certo senso, nel ruolo di Oreste, interpretato anche nell'Iphigénie di Piccinni, nell'Andromaque di Grétry e nell'Électre di Lemoyne. L'opera riscosse un grande successo, sino a rivelarsi, alla fine, «la composizione di Gluck più popolare nella capitale francese. Essa fu [infatti] messa in cartellone per trentacinque volte nel 1779, e godé quindi di più di quattrocento rappresentazioni nel 1781-1793, 1797-1808, 1812-1818, 1821-1823, 1826-1828 e nel 1829. Fu [poi] montata allo Châtelet (1868), alla Renaissance (1899) e all'Opéra-Comique (1900). È stata [quindi] riportata sul palcoscenico della moderna Opéra di Parigi il 27 giugno 1931 con l'aiuto della Wagner Society di Amsterdam e sotto la bacchetta di Pierre Monteux».

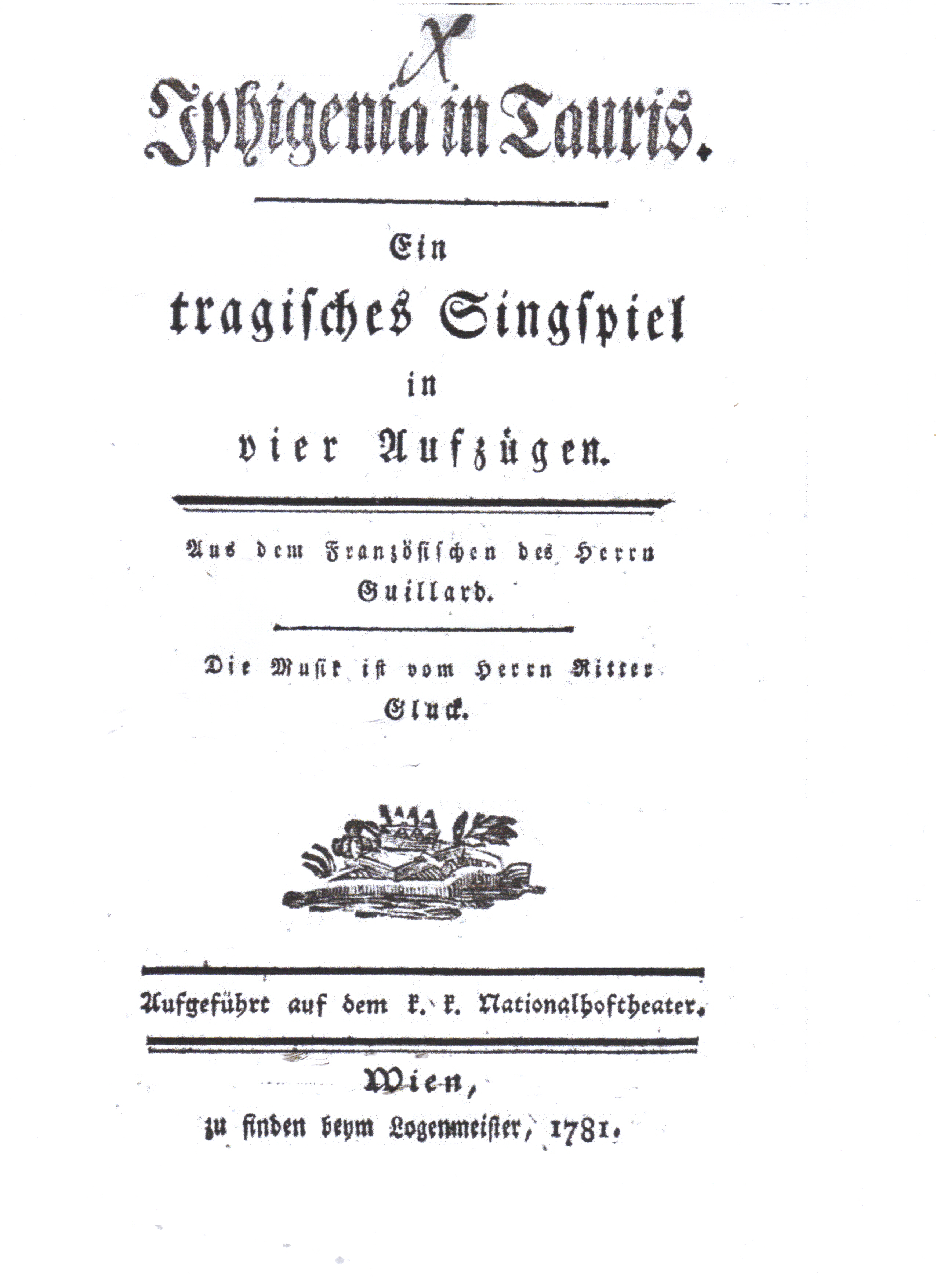
Frontespizio della versione tedesca del 1781

Tornato a Vienna per quello che sarebbe divenuto il suo rientro definitivo in patria, nel 1781 Gluck produsse una versione tedesca della sua opera (Iphigenia in Tauris, "singspiel tragico") in occasione della visita nella capitale asburgica del granduca Paolo di Russia. La traduzione del libretto fu affidata al giovane letterato austriaco Johann Baptist von Alxinger, che lavorò in stretta collaborazione con il compositore. Allo scopo di adeguarla, quando necessario, al nuovo testo, Gluck modificò convenientemente la musica, ma soprattutto traspose dal registro di baritono a quello di tenore la parte di Oreste in modo da adattarla alle caratteristiche vocali del primo uomo della compagnia viennese, Valentin Adamberger. L'altra modifica più rilevante fu "la sostituzione dell'ultimo recitativo di Ifigenia e del coro delle sacerdotesse alla fine del secondo atto con una sinfonia strumentale". L'Iphigenia tedesca, l'ultimo lavoro di Gluck per il palcoscenico e l'unico nella sua madrelingua, fu rappresentata il 23 ottobre 1781 al Nationalhoftheater, come l'imperatore Giuseppe II aveva voluto ridenominare il Burgtheater di Vienna dopo il licenziamento dei complessi e dei cantanti italiani nel 1776, e la loro sostituzione con artisti di lingua tedesca. Quando i magri risultati raggiunti indussero l'imperatore a far marcia indietro, ingaggiando di nuovo una compagnia italiana ed assumendo Lorenzo Da Ponte come proprio poeta drammatico, a questi fu affidato l'incarico di preparare una traduzione in italiano dell'opera di Gluck, la quale vide la luce, nel ristabilito Burgtheater, il 14 dicembre 1783. Secondo i ricordi del tenore Michael Kelly anche la messa in scena di questa versione, da lui riferita come Iphigenia in Tauride, fu curata personalmente da Gluck. L'edizione tedesca fu ripresa nella prima rappresentazione berlinese del 24 febbraio 1795, nel Königliches Nationaltheater im Gendarmenmarkt (predecessore dell'attuale Konzerthaus), quella italiana nella prima londinese, al King's Theatre, il 7 aprile dell'anno successivo. Entrambe le versioni hanno continuato ad essere rappresentate, rispettivamente nei paesi germanici ed in Italia, per larga parte del XX secolo (quella tedesca, che gode di maggior credito per l'imprimatur diretto del compositore, anche più a lungo).
Né le due versioni citate furono le uniche. Nel 1889/1890 Richard Strauss, ispirandosi esplicitamente all'esempio del rifacimento wagneriano dell'Iphigénie en Aulide, volle prodursi in una completa revisione dell'opera. Scrivendo al suo editore Adolph Fürstner, egli comunicò di aver provveduto ad una traduzione completamente nuova (che ai suoi occhi doveva essere più rispettosa del metro originale rispetto a quella di Von Alxinger), di aver in particolare modificato sostanzialmente lo svolgimento drammatico del primo atto e del finale, e di aver introdotto delle sostanziali modifiche nella strumentazione con finalità modernizzatrici. La rielaborazione straussiana, che prevedeva anche la riduzione degli atti da quattro a tre, riuscì a toccare il palcoscenico, nello Hoftheater di Weimar, solamente il 9 giugno 1900, con il titolo goethiano di Iphigenie auf Tauris, e godè successivamente di una certa fortuna: è in questa versione, ad esempio, che l'opera di Gluck vide la sua prima esecuzione al Metropolitan di New York nel 1916; di un'edizione a Lisbona del 1961, con Montserrat Caballé come protagonista, fu anche realizzata un'incisione discografica; nel 2009 è andata nuovamente in scena al Festival della Valle d'Itria a Martina Franca.
Dell'edizione italiana di Da Ponte, è rimasto "memorabile l'allestimento del Teatro alla Scala del 1957, con la direzione di Nino Sanzogno, la regia di Luchino Visconti e Maria Callas nella parte della protagonista", allestimento in occasione del quale fu anche realizzata la registrazione fonografica dal vivo dello spettacolo del 1º giugno.

## Caratteristiche artistiche e musicali

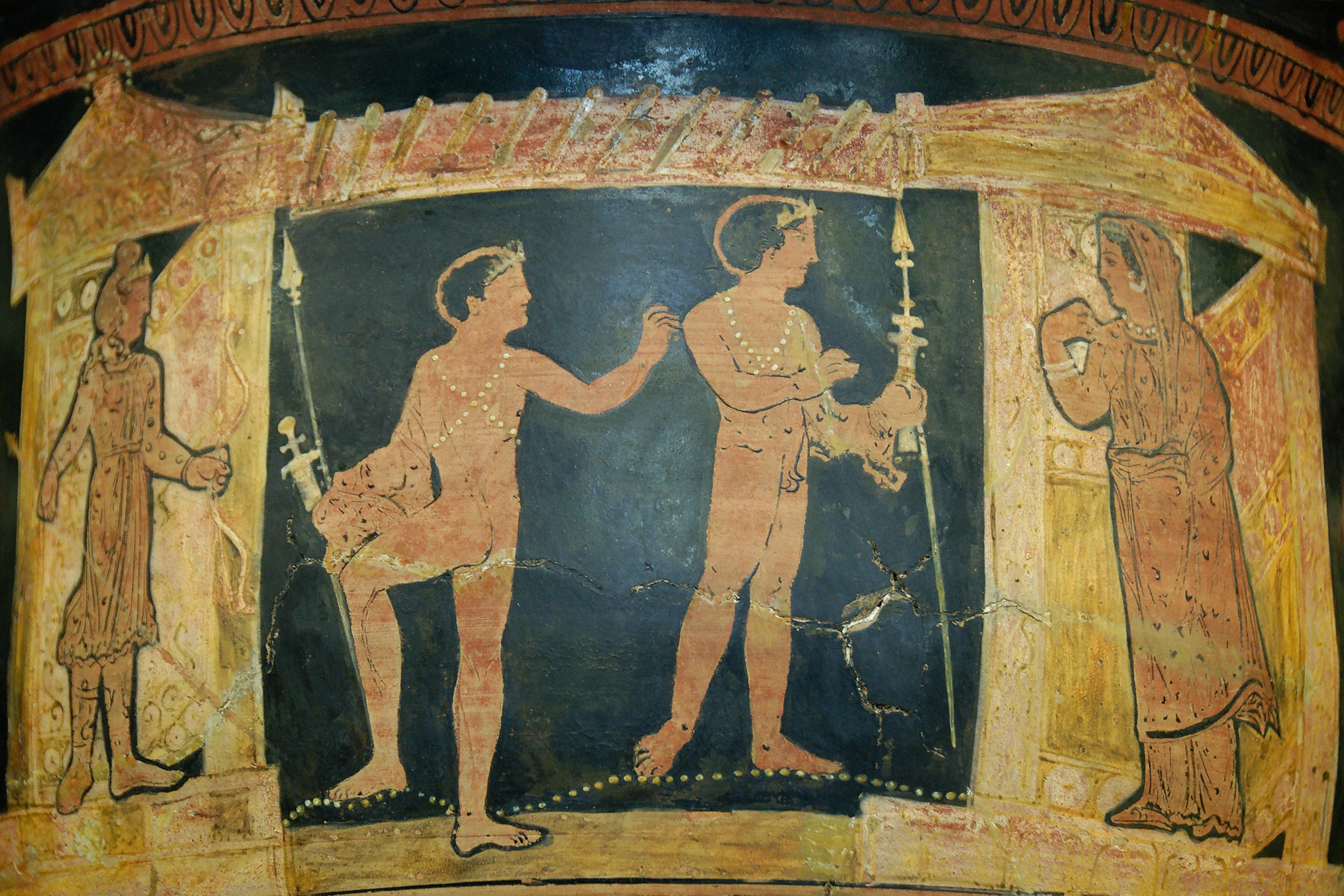
Vaso greco antico con la rappresentazione dell'incontro di Oreste e Pilade con Ifigenia

### Gli auto-imprestiti gluckiani
Iphigénie en Tauride costituisce il coronamento della carriera musicale di Gluck, "il frutto della combinazione dell'esperienza di una vita come operista, e di un libretto che può essere considerato come il migliore da lui mai messo in musica". Gli imprestiti di cui Gluck si rese responsabile nella composizione di una tale opera sono numerosi, e molti studiosi tendono a pensare che essi siano stati volti, più o meno deliberatamente, a costituire una vera e propria summa degli ideali artistici perseguiti dall'autore attraverso tutta la sua carriera di musicista. Riutilizzare musica composta in precedenza era pratica comune tra i compositori del XVIII secolo: Gluck sapeva che le sue precedenti opere italiane, i suoi balletti, le opéras-comiques che egli aveva scritte per Vienna, avevano scarsissime probabilità di essere eseguiti ancora, o comunque a lungo, mentre in Francia era tradizione mantenere in repertorio le opere di maggior successo o valore. Riutilizzare era dunque per lui una maniera di preservare alcune delle sue idee musicali più rilevanti. La maggior parte delle musiche riutilizzate appartiene a Gluck stesso, trascelta all'interno dei suoi melodrammi precedenti o dal suo balletto Sémiramis. In almeno un caso, tuttavia, si tratta bensì di un auto-imprestito, ma da un Gluck che stava a sua volta pescando, consciamente o inconsciamente, nel grande orto della musica di Johann Sebastian Bach. Questa è comunque la lista completa degli imprestiti che si rinvengono nell'Iphigénie en Tauride:
- Introduzione, tratta dall'ouverture de L'isle de Merlin, rappresentante una tempesta seguita dalla calma; nell'Iphigénie, l'ordine è però invertito, cosicché l'opera si apre con un momento di calma che si tramuta subitaneamente in tempesta.
- Aria Dieux qui me poursuivez, tratta dal Telemaco (Aria: Non dirmi ch'io).
- Musica per le Furie nel secondo atto, tratta dal balletto Sémiramis.
- Aria O malheureuse Iphigénie del secondo atto, tratta da La clemenza di Tito (Aria: Se mai senti spirarti sul volto)
- Coro sempre del secondo atto, Contemplez ces tristes apprêts, tratto dalla sezione centrale della medesima aria.
- Aria Je t'implore et je tremble, già apparsa con l'incipit Perché, se tanti siete, nell'Antigono del 1756, ma ispirata alla giga della Partita n. 1 in si bemolle maggiore (BWV 825) di Bach.
- Una parte della musica della culminante scena finale del quarto atto è tratta, di nuovo, dalla Sémiramis.
- Coro finale Les dieux, longtemps en courroux, tratto da Paride ed Elena (coro: Vieni al mar).

### Aspetti innovativi
A parte il subitaneo ballet pantomime de terreur che una parte delle Furie, nella quarta scena dell'atto secondo, danza d'intorno al corpo semiaddormentato di Oreste, mentre le altre lanciano invettive furenti contro il matricida, l'Iphigénie contiene una sola breve scena autonoma di danza, o divertissement, come in Francia si era usi chiamare i momenti di balletto che facevano parte integrante di tutte le tipologie di spettacolo lirico che venivano date all'Académie Royale de Musique. Si tratta del coro e danza degli Sciti collocati poco prima della fine del primo atto. Il poco spazio lasciato alla danza era così inusuale che dopo le prime cinque rappresentazioni, le autorità dell'Opéra vollero che fosse aggiunto un ulteriore divertissement finale, scritto appositamente da Gossec, e che fu del resto presto lasciato cadere.
In entrambi gli interventi di danza, è il coro a primeggiare, ed il coro viene utilizzato nell'opera con una frequenza che non ha confronti nel Settecento, "e pochi anche nell'Ottocento", secondo Piero Mioli, il quale così ne descrive il ruolo:

«[Il coro] è misto nel caso delle Eumenidi e del finale, ma in genere è scelto: maschile quando dà volto agli Sciti efferati, femminile quando si presta alle trepidanti Sacerdotesse; e se con costoro riesce a diventare un'affettuosa e continua proiezione collettiva dell'anima di Ifigenia, trattandosi di fanciulle greche lontane dalla patria come lei, con coloro diventa la caotica rappresentazione della violenza, della barbarie, dell'irrazionalità, mediante un Allegro scattante, "alla breve", tanto semplice di verticalità armonica quanto caratteristico di colori grazie a una scrittura per triangolo, piatti e tamburo. "Il nous fallait du sang", gridano i forsennati, e al critico del "Journal de Paris" sembrò che il suono del volgare coraccio trasportasse gli spettatori "tra i cannibali danzanti intorno al palo". Così nel primo atto, ma il secondo chiude con una trenodia lenta e desolata che sulle parole "Contemplez ces tristes apprèts" si compone di un Lento strumentale, del coro, di un arioso del soprano sullo stesso tema e della ripresa del coro: è una delle scene più commosse, più liriche, più nobili del teatro di Gluck, che si accoppia forse al finale secondo di Alceste (là dove la donna s'avvia alla morte e nello sgomento delle ancelle saluta l'amato talamo) [...]»

L'opera include «il più famoso pezzo di orchestrazione psicologica prodotto da Gluck», nell'ostinato e affannoso accompagnamento che sostiene il canto di Oreste nell'aria Le calme rentre dans mon cœur, smentendone il messaggio di ritrovata serenità. Un passaggio che colpì profondamente Hector Berlioz, il quale, nei suoi articoli sulla «Gazette Musicale» del 1834, così si espresse in proposito:

«Pilade è stato strappato alle braccia dell'amico. Oreste, oppresso dal dolore e dall'ira, dopo alcune convulse imprecazioni, cade in profonda prostrazione.

Où suis-je?... A l'horreur qui m'obsède
Quelle tranquillité succède?
Le calme rentre dans mon cœur!...
Mes maux ont donc lassé la colère céleste!...
Je touche au terme du malheur...
Vous laissez respirer le parricide Oreste
Dieux justes! ciel vengeur!
Oui, oui, le calme rentre dans mon cœur.
Impossibile esprimere l'ammirazione che desta questo magnifico controsenso. Oreste s'addormenta; l'orchestra si agita sordamente; il personaggio parla di calma, e i violini singhiozzano piccoli lamenti sincopati, ai quali i bassi rispondono con colpi sordi, ritmati di due in due battute all'inizio del pezzo, e di tre in tre verso la conclusione, mentre attraverso queste pulsazioni febbrili il timbro mordente, ma triste, delle viole brontola una sorta d'accompagnamento che difficilmente si potrebbe definire con parole, l'autore avendolo steso in un ritmo misto di note sincopate e di note staccate quale mai s'era udito prima, né mai è stato ripetuto poi. "Oreste mente, diceva Gluck: ha ucciso la madre".»

Era forse la prima volta nella storia dell'opera, ha rilevato Donald Grout, che veniva impiegato «lo stratagemma di usare l'orchestra per rivelare l'intima verità di una situazione, in discordanza, o perfino in contraddizione, rispetto alle parole del testo, una pratica che Wagner avrebbe in seguito elevato a sistema.»

### Conclusione
A parte il poco fortunato dramma pastorale Echo et Narcisse, composto praticamente in contemporanea e presentato quattro mesi dopo, l'Iphigénie en Tauride costituisce l'ultimo lavoro di Gluck per il palcoscenico, e rappresenta anche una sorta di punto d'arrivo della parabola artistica e culturale del maestro tedesco. In proposito Geremy Hayes ha avuto modo di osservare:

«Ciascuna delle opere tarde di Gluck è unica; ancora nei suoi sessant'anni d'età egli era un instancabile sperimentatore. Iphigénie en Tauride ha un insolito numero di pezzi di insieme, e, sebbene vi siano più arie che non, per esempio, nell'Armide, egli realizza il bilanciamento tra questi brani convenzionali di carattere più italianeggiante, da una parte, e la declamazione e le arie brevi alla francese, dall'altra, addivenendo così ad una comparabile fluidità della struttura musicale che è sempre mantenuta al servizio dello sviluppo dell'azione drammatica. Di tutte le sue opere, Iphigénie en Tauride è quella nella quale egli meglio riuscì a tradurre in realtà le sue teorie di riforma operistica, in una memorabile combinazione di musica e dramma in cui ogni dettaglio è subordinato all'insieme.»

Parole di grande stima per l'opera e il compositore ebbe anche Hector Berlioz, che, dopo aver descritto la scena dell'assopimento di Oreste con le parole già sopra riportate, così completava il suo ragionamento:

«Il coro delle Furie durante il sonno del parricida è concezione stupefacente di infernale grandiosità; la parte delle voci è quasi costantemente disegnata su scale ascendenti e discendenti dei tromboni, d'effetto prodigioso. Questo atto si conclude in un modo che oggidì verrebbe giudicato ben maldestro, con un andante moderato in continuo decrescendo. Ifìgenia ritorna su se stessa; ripete nella memoria tutte le sventure passate; piange con le altre donne ed esce di scena a lenti passi, mentre l'orchestra si spegne mormorando le ultime frasi del suo nobile lamento [...] Tutto il resto si mantiene alla stessa altezza. Il duetto fra i due amici, il recitativo obbligato d'Oreste furibondo, l'aria di Pilade supplicante «Ah mon ami, j'implore ta pitié», il suo slancio eroico «Divinité des grandes âmes», la grande aria d'Ifigenia, così drammaticamente accompagnata dai bassi sotto un tremolo continuo di secondi violini e viole, tutto ciò è meraviglioso per passione della melodia, per forza di pensiero, tutto ciò afferra e trascina; non si sa se l'effetto resulti dalla poesia o dall'azione, dalla pantomima o dalla musica, tanto quest'ultima è intimamente unita alla pantomima, alla poesia, all'azione. E quando, accanto ai grandi momenti che abbiamo citato, troviamo l'espressione della calma religiosa condotta al punto in cui si offre alla nostra ammirazione nel coro delle sacerdotesse «Chaste fille de Latone», quando si odono quegli inni sublimi, segnati d'una melancolia antica che riconduce l'ascoltatore fra i templi dell'antica Grecia, non ci si sta a domandare se Gluck sia poeta, drammaturgo o musicista, ma si esclama: Gluck è un grand'uomo.»

Certo Berlioz si considerava in un certo senso figlio di Gluck, e quindi lo si potrebbe ritenere un estimatore preconcetto. Lo stesso non si dovrebbe poter dire invece per il buffooniste Friedrich Melchior von Grimm, contemporaneo di Gluck, il quale parteggiava, sotto sotto, per Piccinni. Parlando, nella sua Correspondance littéraire, dell'Iphigénie, egli scrisse che «a dar retta ai Gluckisti, tutti i tesori dell'armonia e della melodia, tutti i segreti della musica drammatica sono stati consumati in quest'opera», mentre, secondo i Piccinnisti, non si trattava altro che di musica francese rinforzata all'ennesima potenza: "quel poco di canto che vi si trova, è monotono e dozzinale, e il ritmo risulta generalmente difettoso". Pur dichiarando di non voler prender partito nella «illustre querelle», alla fine Grimm sbottava in questa maniera: «io non so se vi sia canto, ma forse c'è qualcosa di molto meglio».

## Organico orchestrale
L'organico orchestrale che si rileva dal facsimile della prima edizione della partitura, è il seguente:
- ottavino, 2 flauti, 2 oboi, 2 clarinetti in do, 2 fagotti
- 2 corni naturali in re/sol/do/fa, 2 trombe naturali in re/do, 3 tromboni (alto, tenore e basso)
- timpani intonati su la/re e sol/do, triangolo, tamburo, tamburello, piatti
- violini primi e secondi, viole, infine violoncelli e contrabbassi su un unico rigo.

## Personaggi e interpreti

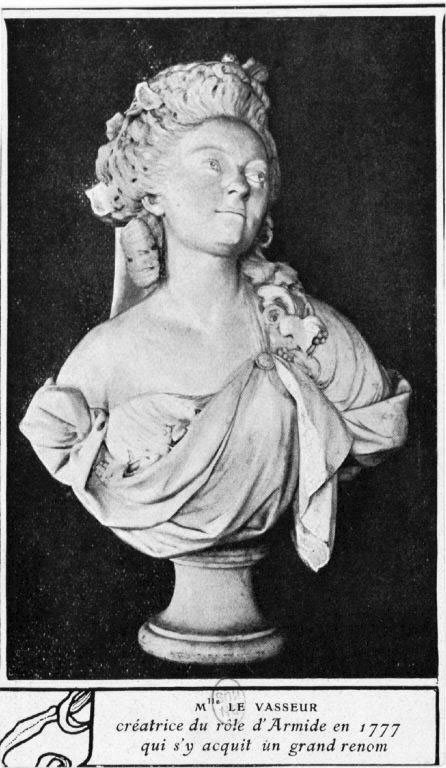
Busto di Rosalie Levasseur
prima interprete di Ifigenia

| Ruolo | Tipologia vocale                    | Cast della prima, 18 maggio 1779                                         | Cast versione tedesca, 1781 |
| --- | ----------------------------------- | ------------------------------------------------------------------------ | --------------------------- |
| Ifigenia, grande sacerdotessa di Diana                                                                                            | soprano                             | Rosalie Levasseur                                                        | Antonia Bernasconi          |
| Oreste, re di Argo e Micene, fratello di Ifigenia                                                                                 | basso-cantante (1779) tenore (1781) | Henri Larrivée                                                           | Johann Valentin Adamberger  |
| Pilade, re di Focide, amico di Oreste                                                                                             | haute-contre (1779) tenore (1781)   | Joseph Legros                                                            | Joseph Matthias Souter      |
| Toante, re di Tauride | basso                               | Jean-Pierre (?) Moreau                                                   | Karl Ludwig Fischer         |
| Sacerdotesse | soprani                             | Le Bourgois, Châteauvieux, Suzanne Joinville, Dussée, Dubuisson, Rosalie |                             |
| Ministro del tempio | basso-cantante                      | Auguste-Athanase (Augustin) Chéron                                       |                             |
| Uno scita | tenore o baritono                   | Étienne Lainez                                                           |                             |
| Donna greca | soprano                             | [ 60 ]                                                                   |                             |
| Diana | soprano                             | Châteauvieux                                                             |                             |
| Coro: sacerdotesse, sciti, Eumenidi, guardie, greci                                                                               |                                     |                                                                          |                             |
| BallettoBallerine: Marie-Madeleine Guimard, Anne Heinel - Ballerini: Jean Bercher "Dauberval", Gaetano Vestris, Maximilien Gardel |                                     |                                                                          |                             |

## Soggetto
I numeri romani tra parentesi indicano le scene in cui si suddividono i vari atti.

### Antefatto
Gli eventi narrati nell'opera si inquadrano nelle vicende mitiche relative alla guerra di Troia. Per propiziare la spedizione degli Achei a Troia, il condottiero Agamennone, re di Micene e di Argo, aveva accettato di sacrificare la propria figlia Ifigenia, così destando l'odio e il rancore della moglie Clitennestra, alla dea Artemide (nel libretto però sempre chiamata con il suo nome latino di Diana), che era offesa contro di lui. Al momento del sacrificio, però, Diana aveva voluto salvare miracolosamente la giovine, sostituendola con una cerva e trasportandola in incognito in un proprio tempio nella Tauride, dove ella era diventata grande sacerdotessa.
Al suo ritorno da Troia, Agamennone era stato assassinato dalla moglie e dall'amante di lei Egisto, mentre, a sua volta, il figlio Oreste, allevato lontano dalla patria, nella Focide, insieme al cugino Pilade, ed istigato dall'inflessibile sorella Elettra, aveva vendicato il delitto uccidendo i due parricidi: egli aveva levato in tal modo la spada contro la propria madre, provocando così l'ira delle Furie contro di lui.
All'epoca in cui è ambientata l'opera, Oreste, allo scopo di cercar di espiare la sua colpa, e sempre accompagnato dal cugino/amante Pilade, è stato inviato da Apollo nella Tauride con l'incarico di recuperare una sacra immagine di Diana. Nella Tauride è in uso il costume barbaro di sacrificare alla dea tutti i malcapitati stranieri che si trovino a mettere piede nel paese.

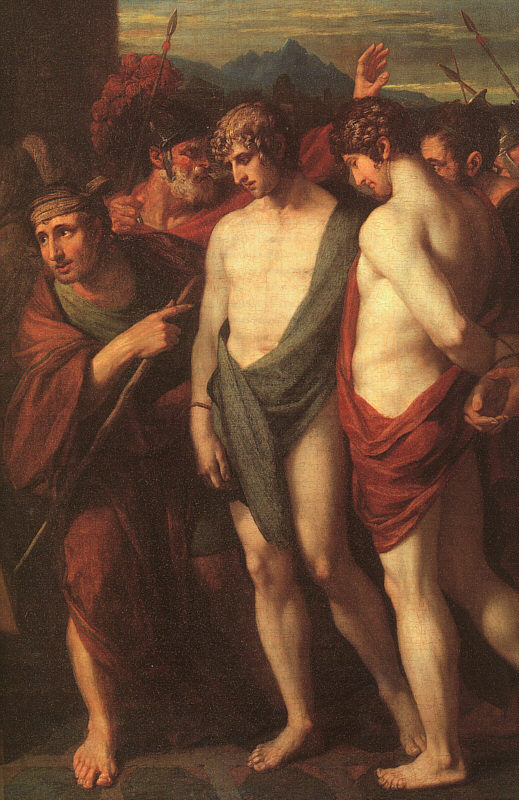
Oreste e Pilade legati e trascinati prigionieri da Ifigenia, olio su tela di Benjamin West, 1766.

### Atto primo
Scena: Ingresso del tempio di Diana in Tauride
(I) L'opera è priva di una ouverture formale e si apre con un pezzo orchestrale che evoca dapprima la calma, per poi rapidamente sfociare nella rappresentazione di una grande tempesta. Ifigenia e le altre sacerdotesse (che si assumono anch'esse provenienti dalla Grecia) pregano gli dèi di proteggerle dalla tempesta (Grands dieux! soyez nous secourables), ma, anche dopo che essa si è calmata, Ifigenia rimane sotto l'orribile impressione di un sogno che le è occorso nella notte e nel quale ha visto Clitemnestra uccidere il marito, e poi il fratello Oreste uccidere la madre, ed infine lei stessa trafiggere il fratello. (II) Mentre le compagne commentano sgomente il sogno (O songe affreux), Ifigenia, in preda all'angoscia, invoca Diana perché la faccia riunire con Oreste o si riprenda altrimenti il dono della vita che le aveva fatto al momento del sacrificio (Ô toi qui prolongeas mes jours). Le sacerdotesse si uniscono commosse al suo pianto (Quand verrons-nous tarir nos pleurs?).
(III) Entra quindi in scena Toante, re della Tauride, oppresso anch'egli da pensieri oscuri (De noirs pressentiments): gli oracoli gli hanno predetto morte e rovina ove anche un solo straniero dovesse scampare nel suo regno al sacrificio rituale. (IV) Un coro di Sciti si presenta allora sul palcoscenico recando la notizia di due giovani greci scampati ad un naufragio durante la tempesta (Les Dieux apaisent leur corroux). Raggiante, Toante invia Ifigenia e le sue compagne a preparare il sacrificio e (IV) invita i suoi ad elevare un canto di guerra. Gli Sciti si dànno allora ad una barbara invocazione di morte (Il nous fallait du sang), e subito dopo celebrano la loro feroce esultanza nel quadro del divertissement danzante. (V) L'atto si chiude con i due naufraghi, Oreste e Pilade, trascinati in scena dai nativi, che riprendono i loro canti selvaggi.

### Atto secondo
Scena: Stanza interna del tempio destinata alle vittime sacrificali
(I) Oreste e Pilade languono in catene, ed il primo, fortemente angosciato, maledice se stesso perché sta per causare la morte del suo migliore amico (Dieux qui me poursuivez), ma Pilade gli rivolge un accorato canto di amicizia e di amore in cui benedice il giorno che li farà morire insieme se un unico sepolcro riunirà le loro ceneri (Unis dès la plus tendre enfance).
(II) Dopo che un ministro del tempio ha recato via Pilade tra le manifestazioni di disperazione dell'amico, (III) Oreste è colpito da un'improvvisa apparente tranquillità e si assopisce (Le calme rentre dans mon cœur). (IV) Il suo sonno, però, è orrendamente tormentato dalle Furie (ballet-pantomime de terreur e coro: Vengeons et la nature et les Dieux en corroux).
(V) Ifigenia entra in scena e, sebbene i due non si riconoscano, Oreste è colpito dall'impressionante somiglianza della donna probabilmente con l'uccisa Clitemnestra. La giovane interroga allora lo straniero sulle vicende di Agamennone e della Grecia ed egli le racconta dell'avvenuta uccisione del re da parte della moglie, e di questa da parte del figlio, ma, quando è interrogato con apprensione anche circa la sorte di quest'ultimo, risponde che Oreste ha finalmente incontrato la morte tanto lungamente cercata, e che ormai Elettra è rimasta sola a Micene. Appreso così della rovina dell'intera sua famiglia, Ifigenia congeda lo straniero e (VI), insieme al coro delle compagne, piange la sorte propria e della patria (Ô malheureuse Iphigénie) e celebra una cerimonia funebre in onore del fratello creduto morto (Contemplez ces tristes apprêts).

### Atto terzo

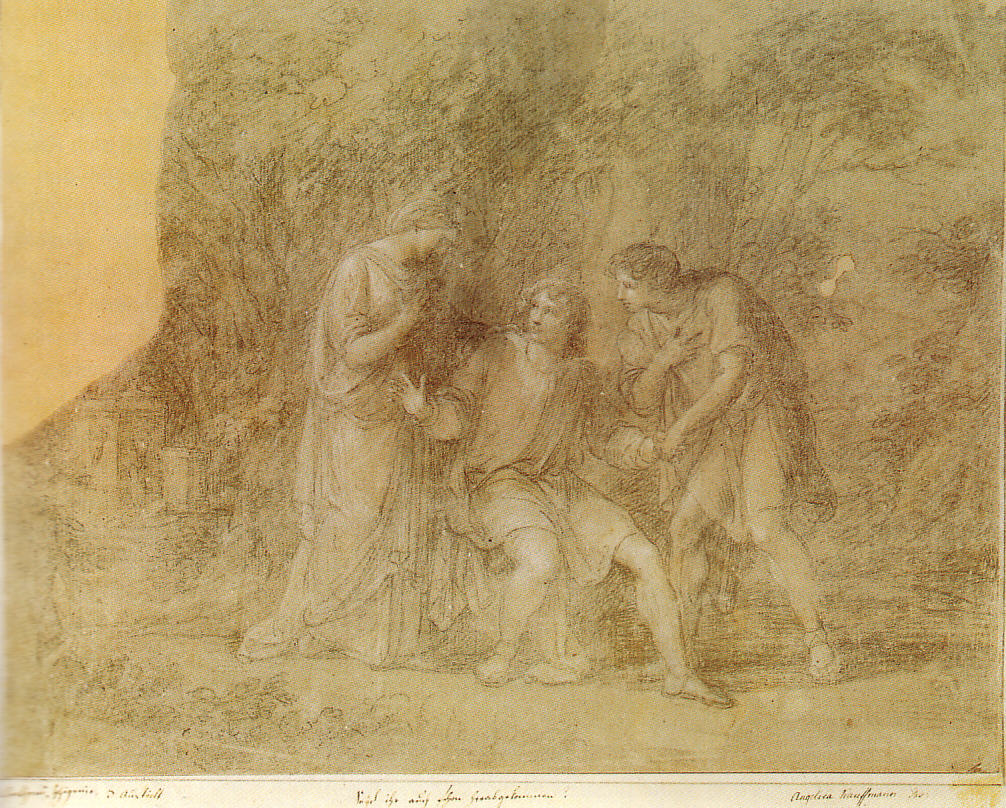
Ifigenia, Oreste e Pilade
Angelika Kauffmann
(1787, gesso su carta in bianco e nero)
Düsseldorf, Goethe-Museum

Scena: Appartamento di Ifigenia nel tempio
(I) Ifigenia, sola con le compagne, si propone di informare Elettra della propria sorte e dà mostra di turbamento nei confronti dello straniero che tanto gli ricorda il fratello (D'une image, hélas, trop chérie). (II) Fatti condurre i due prigionieri, (III) li informa quindi di aver la possibilità di salvare uno di loro, ma solo uno, dal sacrificio richiesto da Toante (trio: Je pourrais du tyran tromper la barbarie); però chiede, come contropartita, che colui che sarà salvato recapiti per suo conto un messaggio ad Argo, dove lei ha avuto la vita e dove si trovano ancora degli amici. Entrambi i giovani giurano sugli dèi, e Ifigenia, sia pur con l'anima spezzata, sceglie Oreste per la salvezza, ed esce.
(IV) Pilade si mostra entusiasta della scelta della sacerdotessa, almeno quanto Oreste ne è orripilato: questi domanda all'amico che amore sia il suo se, una volta che egli avrebbe finalmente trovato la morte tanto agognata, intende allearsi con gli dèi implacabili per raddoppiare il suo tormento (duetto: Et tu prétends encore que tu m'aimes). Lo implora quindi perché prenda il suo posto, ma Pilade si oppone con tutto se stesso (Ah! mon ami, j'implore ta pitié!). (V) Quando Ifigenia ritorna con il messaggio da consegnare in Grecia, Oreste insiste perché ella modifichi la sua decisione e, di fronte al suo rifiuto, minaccia di darsi la morte davanti a lei. Sia pure con estrema riluttanza, la donna deve quindi cedere e, partito Oreste, (VI) consegna a Pilade il messaggio, rivelandogli che è indirizzato ad Elettra, ma rifiutando di spiegargli quali rapporti la leghino con la principessa micenea. (VII) Rimasto solo, Pilade invoca l'Amicizia perché venga ad armare il suo braccio: egli è risoluto a salvare la vita dell'amico od a correre incontro alla morte insieme a lui (Divinité des grandes âmes!).

### Atto quarto
Scena: Interno del tempio di Diana
(I) Ifigenia sente di non esser capace di levare il coltello sacrificale sullo straniero ed invoca Diana perché le infonda nel cuore la necessaria crudeltà (Je t'implore et je tremble, ô déesse implacable). (II) Le sacerdotesse introducono Oreste, che è stato preparato per il sacrifizio (coro: Ô Diane, sois nous propice), ed egli rincuora la sorella, ancora sconosciuta, dicendole che la morte costituisce il suo unico desiderio, ma è nel frattempo intenerito dal dolore profondo che lei gli dimostra. Le sacerdotesse innalzano quindi un grande inno a Diana (Chaste fille de Latone) e pressano poi Ifigenia perché proceda al rito sacrificale. Quando ella sta levando il pugnale, Oreste si sovviene del sacrificio della sorella, tanti anni prima, ed invoca il suo nome: "Così peristi in Aulide, Ifigenia, sorella mia!" (Ainsi tu péris en Aulide, Iphigénie, ô ma sœur). L'agnizione tra i due si compie in tal modo, drammaticamente, (III) proprio mentre Toante e gli Sciti, annunziati da una donna greca, si apprestano ad irrompere sul palcoscenico, avendo appreso del salvataggio di uno degli stranieri. (IV) Toante è infuriato contro il tradimento della sacerdotessa (De tes forfaits la trame est découverte): ordina quindi ai suoi di prendere in consegna Oreste e, siccome Ifigenia chiede alle compagne di difenderlo, si appresta ad ucciderlo lui medesimo, insieme alla stessa Ifigenia. Un gran rumore dietro la scena annuncia però l'arrivo di Pilade con i rinforzi greci, e (V) il giovane eroe si avventa sul re prevenendolo e trafiggendolo nel momento stesso in cui sta per colpire a sua volta le due vittime. Il conseguente scontro tra Greci e Sciti (De ce peuple odieux/Fuyons ce lieu funeste) (VI) viene risolto dall'intervento ex machina di Diana, la quale ordina ai secondi di restituire alla Grecia la sua statua, tanto da loro disonorata con gli orribili sacrifici umani, annuncia a Oreste che i suoi rimorsi hanno cancellato le sue colpe, e l'invita a tornare a Micene per esserne il re, conducendo seco anche la sorella (recitativo: Arrêtez! Écoutez mes décrets éternels). (VII) Mentre la dea risale al cielo, l'opera si conclude con il raggiante invito di Oreste a Pilade perché riconosca nella sacerdotessa la propria sorella perduta, al cui coraggio egli deve la vita (Dans cet objet touchant), e con il grande coro finale di prammatica (Les dieux, longtemps en courroux), privo però di divertissement danzante.